# Dschund al-Islam
Dschund al-Islam (auch Jund al-Islam, arabisch جند الإسلام, DMG Ǧund al-Islām ‚Armee des Islam‘) war eine islamistische Gruppe im Nordirak. Sie entstand im September 2001 durch einen Zusammenschluss aus verschiedenen Splittergruppierungen der Islamische Einheitsbewegung Kurdistan. So hatten sich von dieser erst die Gruppe Kurdische Hamas, dann 2000 die Gruppe Tauwhid (Monotheismus) abgespalten, welche sich später zur Islamischen Einheitsfront vereinigten. Letztere vereinigte sich dann mit dem Markaz (Zentrum) unter der Führung von Abu Abdallah asch-Schafi im August 2001 zu Dschund al-Islam, welche im September 2001 in Kormal (Irak) proklamiert wurde. Auch die Zweite Soran-Einheit unter Aso Hawleri schloss sich den Dschund al-Islam an.
Es ist bekannt, dass Dschund-al-Islam-Mitglieder in Afghanistan entweder aufseiten der Taliban gekämpft haben oder von al-Qaida ausgebildet wurden. Die Gründung von Dschund soll nach Aussagen des Mitglieds Omar Barziani in Afghanistan eingeleitet worden sein. Dieser berichtete auch von Treffen dort mit Osama bin Laden, Aiman az-Zawahiri und Abu Musab az-Zarqawi vor der Gründung von Dschund al-Islam. Mitglieder von al-Qaida waren wohl bei der Gründung anwesend, auch Geld soll von al-Qaida gekommen sein.
Vorsitzender der Dschund al-Islam war Abu Abdallah asch-Schafi, Stellvertreter Aso Hawleri. Die Gruppe war im Nordirak nicht unbekannt. Sie machte auf sich aufmerksam, als sie Anschläge gegen Kurdische Politiker verübte mit dem Ziel, eine islamische Ordnung herzustellen. Sie lieferte sich wiederholt Kämpfe mit der Patriotischen Union Kurdistans. Die Dschund hatten Schätzungen zufolge insgesamt 1.000 Anhänger.
Am 10. Dezember 2001 vereinigten sich die Dschund al-Islam mit der islamistischen Splittergruppe Isla zur Ansar al-Islam (Helfer des Islam) unter der Führung von Mullah Krekar. Die Ansar al-Islam hat sich vermutlich inzwischen in Ansar as-Sunna (Unterstützer der Sunna) umbenannt. Einige Mitglieder von Dschund al-Islam wie Omar Barziani oder Hemen Banischari kamen auch zur Gruppe at-Tauhīd wal-Dschihād von az-Zarqawi.